# Chaetodipus artus
Chaetodipus artus is een zoogdier uit de familie van de wangzakmuizen (Heteromyidae). De wetenschappelijke naam van de soort werd voor het eerst geldig gepubliceerd door Osgood in 1900.

## Voorkomen
De soort komt voor in Mexico.